# The Haunting in Connecticut 2: Ghosts of Georgia
The Haunting in Connecticut 2: Ghosts of Georgia (en español Exorcismo en Georgia,Extrañas apariciones 2) es una película de terror de 2013, secuela de The Haunting in Connecticut por Gold Circle Films. El guion fue escrito por David Coggeshall y Tom Elkins sirvió como director, en su debut en la dirección.

## Trama
La trama se centra alrededor de una nueva pareja que se muda, a Georgia con su hija, la cual comienza a ver a "extraños" que son sólo visibles por ella, su madre y su tía. Se explica luego que el lado materno de la familia es capaz de ver a los espíritus de gente muerta. La pareja es impulsada a un misterio sobre los verdaderos orígenes de los fenómenos.
.La familia Wyrick está encantada de recibir una oferta en una casa histórica en Georgia rural donde planean criar a su familia libre de las complicaciones de la vida de la ciudad . A medida que la familia se instala en , la hija de Heidi (Emily Alyn Lind ) comienza a tener conversaciones con un hombre al que llama "Mr. Gordy " (Grant James ) . A medida que la historia se desarrolla , se revela que el señor Gordy es un espíritu y una de varias que Heidi está interactuando. Sus habilidades fueron heredadas de un lado de su madre y , mientras que su tía acepta las visiones , su madre está en la negación completa y suprime sus visiones con medicamentos. Los otros espíritus que se comunica con Heidi son los esclavos del ferrocarril subterráneo que una vez fueron resguardados en el bosque por su casa.
Después de cada miembro de la familia tiene varios enfrentamientos de miedo con fantasmas , los esclavos conducir Heidi a una bodega subterránea escondida donde descubre sus cuerpos, que son posteriormente dado un monumento adecuado . Desafortunadamente, su viaje a la bodega ha permitido que un espíritu maligno , el jefe de estación y taxidermia , de ese ferrocarril subterráneo, a su destino para su afición. Heidi tiene un protector en el señor Gordy, y presta atención a sus advertencias y convence a su familia para irse. Sin embargo , ya es demasiado tarde , y el jefe de estación la secuestra .
La madre de Heidi Lisa ( Abigail Spencer ) y luego abraza a la comunicación con los muertos, y con la ayuda de los esclavos , encuentra a su hija y destruye el fantasma del jefe de estación . Ahora vive en paz, señor Gordy ayuda a Heidi montar su bicicleta antes de que él y los esclavos , salida hacia el más allá.

## Reparto
- Chad Michael Murray como Andy Wyrick.
- Katee Sackhoff como Joyce.
- Abigail Spencer como Lisa Wyrick.
- Cicely Tyson como Mama Kay
- Emily Alyn Lind como Heidi.
- Lauren Pennington como Nell.
- Lance E. Nichols como Pastor Wells.
- Wayne Pére
- Andrea Frankle como Dr. Segar
- Grant James como Sr. Gordy
- Brad James como Prentiss
- Jaren Mitchell como Levi.
- Hunter Burke como Arthur.

## Secuela
El 11 de junio de 2010, Gold Circle anunció planes para la tercera parte de la serie, The Haunting in New York, y confirmó a Sean Hood como escritor del proyecto.